# Izvor (okręg Dolj)
Izvor – wieś w Rumunii, w okręgu Dolj, w gminie Șimnicu de Sus. W 2011 roku liczyła 470 mieszkańców.